# Институт вулканологии и сейсмологии ДВО РАН
Институт вулканологии и сейсмологии ДВО РАН — научно-исследовательский институт в Петропавловске-Камчатском занимающийся изучением вулканов и землетрясений не только на Камчатке, но и во всём мире. Входит в Дальневосточное отделение Российской академии наук (ДВО РАН).

## История
Начало геофизических исследований на Камчатке относят к 15 июля 1915 года, когда А. А. Пурин создал Петропавловскую сейсмостанцию (Сейсмологическая станция).
Камчатская (Ключевская) вулканологическая станция (вулканостанция), ныне входящая в состав института, была создана 1 сентября 1935 года академиком Ф. Ю. Левинсон-Лессингом.
В 1946 году при вулканостанции была образована сейсмическая станция.
Работала Камчатская комплексная экспедиция СО АН СССР, на её базе в 1958 году была создана Камчатская геолого-геофизическая обсерватория СО АН СССР в Петропавловске-Камчатском.
7 сентября 1962 года решением Бюро Президиума Академии наук СССР на базе Лаборатории вулканологии СО АН СССР, Камчатской комплексной экспедиции Совета по изучению производительных сил (СОПС) АН СССР и Камчатской геолого-геофизической обсерватории создан Институт вулканологии и сейсмологии ДВО РАН.
В 1970 году институт вошёл в ДВНЦ АН СССР. В 1987 году — Дальневосточное отделение АН СССР (ДВО АН СССР), с конца 1991 — Дальневосточное отделение Российской академии наук (ДВО РАН).
В 2012 году в связи с 50-летием Института вулканологии и сейсмологии Дальневосточного отделения РАН научный совет института назвал в честь этой годовщины трещинное извержение Плоского Толбачика, начавшееся в том же году.
На 2022 год институт остаётся самым крупным научным учреждением РАН на Камчатке и продолжает работу по трём главным направлениям: изучение современного наземного и подводного вулканизма и связанных с ним геологических, геофизических и геохимических процессов; изучение сейсмичности и геодинамики, прогноз землетрясений и вулканических извержений; изучение геотермии и геотермальных ресурсов вулканических областей.

## Структура
12 лабораторий, аналитический центр, научный музей, научная библиотека и сеть научных стационаров и полевых баз по всей территории Камчатки, включая самую крупную — Камчатскую вулканостанцию им. Ф. Ю. Левинсона-Лессинга.
Институт издает научные журналы «Вулканология и сейсмология», «Вестник КРАУНЦ (Камчатской региональной ассоциации „Учебно-научный центр“) Серия: Науки о Земле».

## Руководство
В 1944 году академик Александр Николаевич Заварицкий создал и возглавил Лабораторию вулканологии АН СССР.
Директора института по году назначения:
- 1962 — Борис Иванович Пийп
- 1966 — Георгий Степанович Горшков
- 1970, и. о. — Константин Константинович Зеленов
- 1971 — Сергей Александрович Федотов
- 2004 — Евгений Ильич Гордеев
- 2018 — Алексей Юрьевич Озеров[5]